# Lomaptera mycterophallus
Lomaptera mycterophallus är en skalbaggsart som beskrevs av Heller 1905. Lomaptera mycterophallus ingår i släktet Lomaptera och familjen Cetoniidae. Inga underarter finns listade i Catalogue of Life.